# Xã Vernon, Quận Lake, Illinois
Xã Vernon (tiếng Anh: Vernon Township) là một xã thuộc quận Lake, tiểu bang Illinois, Hoa Kỳ. Năm 2010, dân số của xã này là 67.095 người.